# Bonino da Milano
Bonino da Milano punog imena Bonino di Jacopo da Milano (? - Šibenik 1429.) bio je talijanski gotički kipar i arhitekt, koji je veći dio svog života proveo u Mletačkoj Dalmaciji i Dubrovačkoj Republici.

## Životopis
O ranoj mladosti i školovanju Bonina di Jacopa da Milano, ne znamo ni danas bog zna što, znamo da je bio rodom iz Lombardije iz kruga klesara Campiona, te da je veći dio svog života proveo na istočnoj obali Jadrana. 

### Djelovanje u Korčuli
Prvi put se spominje 1412. u Korčuli, gdje je dobio narudžbu za klesanje glavnog portala za katedralu sv. Marka, s likom gradskog zaštitnika Sv. Marka među lavovima na konzolama i manjih vrata s reljefnim likom sv. Jakova na pročelju katedrale, tu je izveo i reljef sv. Petra.

### Djelovanje u Dubrovniku
Potom Bonino odlazi poslom u Dubrovačku Republiku, te od 1417. radi na gradnji Crkve sv. Vlaha, u njoj 1424. dovršava kameni kor. Potom gradi balature za palaču bosanskog vojvode Sandalja Hranića. Obadva rada su uništena nakon katastrofalnog potresa 1667., a izgubljene su i njegove nadgrobne ploče koje je klesao za Dominikansku crkvu. Od njegovih dubrovačkih djela, ostao je sačuvan vanjski okvir južnog portala Dominikanske crkve s kipom Krista na vrhu, te jedini dubrovački svjetovni spomenik viteza lutalice u dubokom reljefu - Orlandov stup iz 1418.

### Djelovanje u Splitu
Nakon Dubrovnika, Bonino odlazi za Split, gdje kleše više stvari uglavnom za Splitsku katedralu uznesenja blažene Djevice Marije (sv. Duje. Pored toga isklesao je kip mletačkog lava na Kneževoj palači i figuralne konzole na zvoniku katedrale. Njegovo najpoznatije splitsko djelo je Kapela sv. Dujma u Splitskoj katedrali pored toga izveo je Ciborij i Oltar sa sarkofagom sv. Dujma, na koji se 1427. i potpisao. Oltar se sastoji od tri vitka osmerokutna stupa što nose baldahin, ispod kojeg je sarkofag s ležećim likom biskupa. 
U katedrali je izveo i grobnu ploču nadbiskupa Petra Diškovića (Petrus de Pago 1413.-1426.) s likom pokojnika u plitkome reljefu.

### Djelovanje u Šibeniku
U Šibeniku je imenovan za protomajstora gradnje Katedrale sv. Jakova za nju je isklesao većinu kiparske dekoracije za glavni portal. Pored okvira i šest likova apostola na vratima pročelja, pripisuju mu se likovi Adama i Eve s lavovima nosačima na bočnim crkvenim vratima. Pored tog Boninu se pripisuje i skulptura sv. Nikole u gotičkoj niši iznad ulaza u obližnju crkvu sv. Barbare te skulptura jednog sveca i klesanje prozorske lunete. Bonino je naprasno umro od kuge u Šibeniku 1429.
Bonino je kao kipar donio u naše krajeve lombardski kulturni utjecaj, a on je u to vrijeme bio sjevernjačka gotika,  no on je taj likovni govor još i naglasio, podređujući se provincijalnom i zaostalom likovnom ukusu naručitelja na našoj obali u ranom 14. stoljeću. Vrhunski je klesao dekorativnu plastiku, ali je bio jako slab u prikazu ljudskog tijela, ona su mu obično statična i beživotna.

## Pogledajte i ovo
- Orlandov stup

## Vanjske poveznice
- Natuknica Bonino da Milano, s portala Leksikografski zavod Miroslav Krleža  Arhivirana inačica izvorne stranice od 8. kolovoza 2007. (Wayback Machine)